# Veliki Prokop
Veliki Prokop is een plaats in de gemeente Garešnica in de Kroatische provincie Bjelovar-Bilogora. De plaats telt 65 inwoners (2001).